# Chapáyev (película)
Chapáyev (en ruso: Чапаев), titulada en España Tchapaief, el guerrillero rojo, es una película soviética de 1934 basada en la novela homónima de Dmitri Fúrmanov, escrita y dirigida por los Hermanos Vasíliev (pseudónimo artístico que adoptaron Serguéi Vasíliev y Gueorgui Vasíliev sin ser realmente hermanos), protagonizada por Borís Bábochkin, Borís Blinov, Leonid Kmit y Varvara Miasnikova en los papeles principales y producida por los estudios cinematográficos Lenfilm. La película, está ambientada durante la guerra civil rusa y narra la vida muy ficticia de Vasili Ivánovich Chapáyev (1887-1919), un notable comandante del Ejército Rojo.

## Argumento

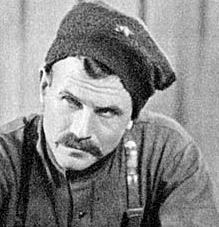
Borís Bábochkin como Chapáyev

La película comienza con el comandante de división Chapáyev (Borís Bábochkin) y sus soldados luchando en el puente que conduce a la granja custodiado por soldados checos. Después de la batalla, el comisario militar de la división Fúrmanov (Borís Blinov) se acerca a Chapáyev, trayendo voluntarios, entre los que se encuentra Anka (Varvara Miasnikova). En la granja, los comandantes, de acuerdo con la orden de Mijaíl Frunze, están desarrollando un plan para atacar la stanitsa Alamíjinskaya. Chapáyev explica, utilizando patatas, a su comandante adjunto de brigada Yelán (Viacheslav Vólkov), herido en el brazo, el plan para la inminente batalla. En este momento, el ordenanza Petka (Leonid Kmit) le enseña a Anka como utilizar una ametralladora y la molesta.

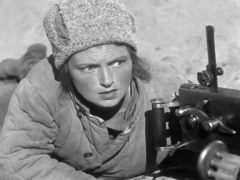
Varvara Miasnikova como Anka

El coronel Borozdín (Illarión Pevtsov) y el teniente blanco (Pável Leshkov) discuten en un vagón de tren el peligro de la personalidad de Chapáyev, un exsuboficial del Ejército Imperial Ruso, y las vicisitudes de los nuevos tiempos.
Mientras en el bando rojo, un médico veterinario, acompañado de un técnico veterinario, viene a quejarse al comisario Fúrmanov. Le comunican que un aldeano, que se desempeña como tradicional curandero de caballos, fue a ver a Chapáyev exigiendo que éstos emitieran un documento para hacerlo apto para ejercer de veterinario oficial. Chapáyev asintió, pero el comisario explica al comandante que los profesionales llevan razón, no pudiendo emitir tal documento. Chapáyev, indignado, acusa a Fúrmanov de apoyar a la "podrida «intelligentsia»" frente al campesinado, produciéndose una disputa entre ambos.
En el bando blanco, el ordenaza cosaco de Borozdín, Petróvich (Stepán Shkurat), va a ver al coronel con una solicitud para cancelar la ejecución de su hermano desertor. Borozdín modifica el castigo.
Fúrmanov arresta al comandante de pelotón Zhíjarev (Nikolái Símonov) por robos cometidos por sus combatientes y exige que se devuelva el botín. Chapáyev llega y discute con el comisario sobre quién es el jefe de la división y quién debería emitir órdenes de arresto. Se está ejecutando la orden dada por Fúrmanov en nombre de Chapáyev, y el botín se devuelve a los campesinos, que vienen a dar las gracias al jefe de división. Chapáyev organiza un mitin, en el que advierte a sus soldados que disparará contra cualquiera que robe a los campesinosː

¿Qué está pasando, camaradas? ¡Qué desgracia para nuestra división! ¡Todo el Ejército Rojo ha sido manchado! ¿A quién estáis robando? Estáis robando a tu hermano, el campesino. Estamos sacrificando nuestras vidas por ese campesino y por el trabajador. Contra la explotación, contra todo tipo de capital. ¿Es eso por lo que los hombres de Chapaev son famosos? ¿Somos acaso bandidos? ¡Cuidado, héroes! Mataré a todos los que sean atrapados saqueando.

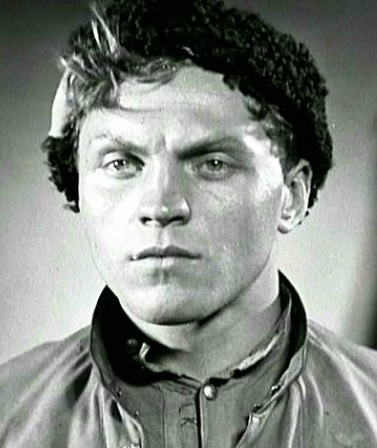
Leonid Kmit como Petka

Petka explica a Anka el uso y funcionamiento de la ametralladora este está profundamente enamorado de Anka, pero ella solo se preocupa del cuidado de su ametralladora. Para impresionarla le dice que se le ha asignado una misión en territorio enemigo para capturar una «lengua» para hacerla hablar y conocer las posiciones y fuerza del enemigo. En el río se encuentra con el ordenanza del coronel Borozdín, Petróvich, que está pescando y cuyo hermano Mitka ha sido castigado a baquetas y que está muriéndose. Petróvich explica que está cumpliendo el último deseo de su hermano de comer sopa de pescado. Petka se apiada de él y lo libera, por lo que los soldados de Chapáyev deciden someterlo a juicio. Tras la muerte de su hermano, Petróvich decide entregarse a la división de Chapáyev, revelando la inminencia del ataque del regimiento del general Vladímir Kápel, lo cual salva a Petka de ser sometido a un tribunal de guerra. Chapáyev y Fúrmanov desarrollan el plan de acción, a pesar de la falta de municiones y de efectivos. 
En vísperas del proyectado ataque, Chapáyev se entera de que el comandante de escuadrón ha muerto como resultado del «alcohol» por lo que se hace cargo del escuadrón. Durante el combate, un regimiento del Ejército Blanco avanza, los hombres del Ejército Rojo abren fuego contra ellos. Un ataque psíquico del regimiento del general Vladímir Kápel obliga a algunos de los soldados del Ejército Rojo a abandonar sus posiciones, pero el comisario los convence para que regresen a sus puestos y se enfrenten al ataque. La infantería de la Guardia Blanca se retira bajo el fuego de las ametralladoras y una lluvia de granadas. La caballería cosaca lanza un nuevo ataque contra la posición de los rojos. La caballería roja, dirigida por Chapáyev, aparece en el campo de batalla, por lo que los Guardias Blancos huyen bajo el ataque del escuadrón de Chapáyev, finalmente los victoriosos hombres del Ejército Rojo toman el cuartel general de Vladímir Kápel.

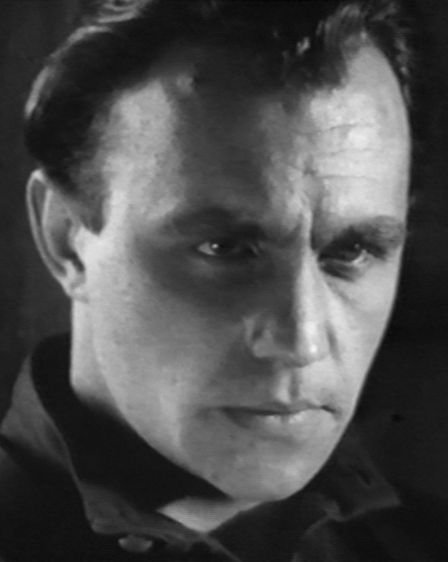
Borís Blinov como Fúrmanov

Fúrmanov abandona la división al ser llamado a Moscú y un nuevo comisario, Sedov, viene a reemplazarlo en automóvil. Mientras en el bando blanco el coronel Borozdín ofrece al comandante del frente un atrevido plan para una incursión en Lbíschensk, donde se encuentra el cuartel general de la división de Chapáyev, y dirige el destacamento. En medio de la noche, los cosacos se precipitan hacia la ciudad e infligen una severa derrota a los rojos. Chapáyev dispara contra los blancos con una ametralladora pesada en el ático de la casa. Anka acude al comandante de brigada Yelán en busca de ayuda. Petka hace explotar un vehículo blindado con varias granadas, pero los Guardias Blancos envían un cañón a la casa y comienzan a bombardearla por lo que Petka y el herido Chapáyev se ven obligados a retirarse.
Anka llega al comandante de brigada. Los remanentes del Ejército Rojo con Chapáyev intentan cruzar el río Ural, pero los cosacos levantan una ametralladora y comienzan a disparar contra el río. Petka, que cubría la retirada, y Chapáyev, que navegaba a lo largo del río, perecieron. Los rojos caen sobre los blancos y se retiran. Un campesino escondido en el heno (Borís Chirkov) mata al coronel Borozdín.

## Reparto
- Borís Bábochkin como Vasili Chapáyev
- Leonid Kmit como Petka (Piotr Isáiev)
- Borís Blinov como Dmitri Fúrmanov
- Varvara Miasnikova como Anka
- Illarión Pevtsov como coronel Borozdín
- Stepán Shkurat como Petróvich Potápov, ordenanza de Borozdín
- Viacheslav Vólkov como el comandante de brigada Yelán
- Nikolái Símonov como el comandante de pelotón Zhíjarev
- Elena Volýntseva como campesina
- Borís Chirkov como campesino
- Serguéi Vasíliev como teniente
- Gueorgui Vasíliev como oficial con un cigarro
- Gueorgui Zhzhónov como Teriosha, ordenanza de Fúrmanov
- Mijaíl Rostóvtsev como veterinario
- Andréi Apsolón como soldado del Ejército Rojo
- Stepán Krylov como soldado del Ejército Rojo
- Víctor Yablonski como cosaco plastún (sin acreditar)

## Estilo

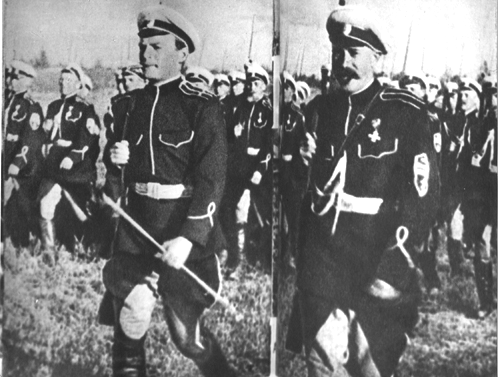
Los directores del filme, Georgui y Serguéi Vasíliev, en la secuencia de ataque psíquico del regimiento de Vladímir Kápel.

La película sigue el estilo realista socialista, la forma de arte dominante en la Unión Soviética durante ese período de tiempo. La relación entre Chapáyev y Fúrmanov, que es central en la trama de la película, es típica de una película realista socialista. Ambos hombres son sumamente competentes en sus respectivos papeles como comandante y comisario. Chapáyev es una figura heroica que representa al hombre común ruso; no tiene educación, jura, es extremadamente pasional y muchas veces colérico. En contraste, Fúrmanov, que representa al Partido Comunista y la ideología comunista, es más ordenado, tranquilo y racional; en las escenas en las que los dos interactúan, Fúrmanov se coloca más alto en el cuadro para indicar su estado superior.  El guion definitivo, escrito por Serguéi Vasíliev y Gueorgui Vasíliev, omitió una serie de personajes claves en la guerra civil rusa y que en el momento del estreno de la película habían caído en desgracia. Tal es el caso de León Trotski, jefe del Ejército Rojo. En cambio, sí que se cita a Mijaíl Frunze, un subalterno suyo.

## Recepción
La película se estrenó el 5 de noviembre de 1934, en el cine Titán en Leningrado y rápidamente se convirtió en una de las películas más populares de la Unión Soviética. Tal fue la popularidad de la película que una editorial del Pravda del 21 de noviembre proclamó: «Chapáyev la verá todo el país». Cuando la película fue proyectada en el Kremlin, los miembros del gobierno soviético y del Ejército Rojo aplaudieron con entusiasmo. Durante el primer año, fue vista por treinta millones de espectadores solo en la URSS. El mismo Serguéi Eisenstein no escatimó alabanzas, señalándolo como un modelo a seguir. El personaje de Anka interpretado por Varvara Miasnikova inspiraría a muchas jóvenes de la Unión Soviética a presentarse como voluntarias para luchar en el Ejército Rojo, como la Heroína de la Unión Soviética Nina Onílova.
En 1935, la película fue galardonada como Mejor Película Extranjera por el Consejo Nacional de Crítica de Cine de EE. UU. y con el Gran Premio de la Exposición Internacional de París de 1937.
Después del estreno de la película, Chapáyev y sus asistentes Petka y Anka se convirtieron en personajes muy conocidos del folclore ruso. El verdadero Vasili Chapáyev ya era un héroe de guerra, pero la película aumentó aún más su estatus heroico. Cuando los niños jugaban entre Rojos y Blancos, a menudo se imaginaban a sí mismos como Chapáyev o su heroico ayudante Petka.
El presidente de Rusia, Vladímir Putin, ha declarado en alguna ocasión que es su película rusa favorita.
Tchapaief, el guerrillero rojo, se estrenó en España el 7 de mayo de 1936 en Barcelona, casi dos meses y medio antes de la sublevación militar;  pero no fue hasta su estrenó en Madrid, el 2 de noviembre en el cine Capitol, cuando alcanzó una gran repercusión. Tal como señala el historiador Marc Ferro, este filme «pone mucho énfasis en la necesidad del centralismo, precisamente en un momento en que en España esta cuestión es la clave de los conflictos entre comunistas y anarquistas. Chapáyev demuestra que los héroes se equivocan, que la espontaneidad conduce al error, que los individuos mueren, mientras que el partido siempre ve claro, nunca se equivoca y no muere jamás». Tal fue su popularidad que incluso un batallón de la XIII Brigada Internacional se llamó Chapáyev formado por voluntarios de distintos países balcánicos. Josep Renau fue el encargado de realizar los carteles publicitarios de la película para su estreno en Valencia.